# 南部非洲历史
南部非洲历史是指南部非洲的历史。南部非洲历史可分为史前史、古代史、殖民时期和后殖民时期。至少在距今17万年前，南部非洲已有人懂得烹饪。 距今92,000年，马拉维境內已有人會用火。 距今65,000至37,000年间，南部非洲的科伊桑人懂得使用弓箭。 